# Plectris aeneomicans
Plectris aeneomicans är en skalbaggsart som beskrevs av Frey 1967. Plectris aeneomicans ingår i släktet Plectris och familjen Melolonthidae. Inga underarter finns listade i Catalogue of Life.